# Fadenlauf

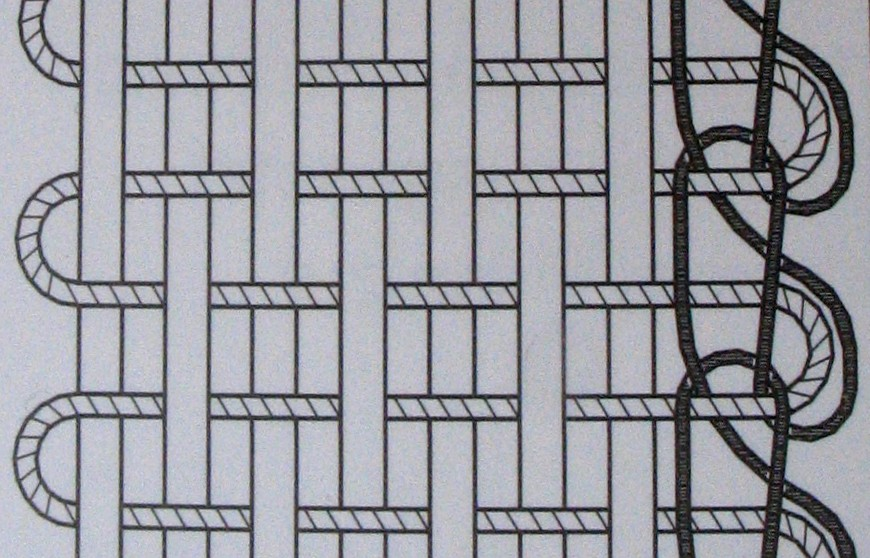
Schuss- (horizontal) und Kettfäden (vertikal) bei vertikalem Fadenlauf

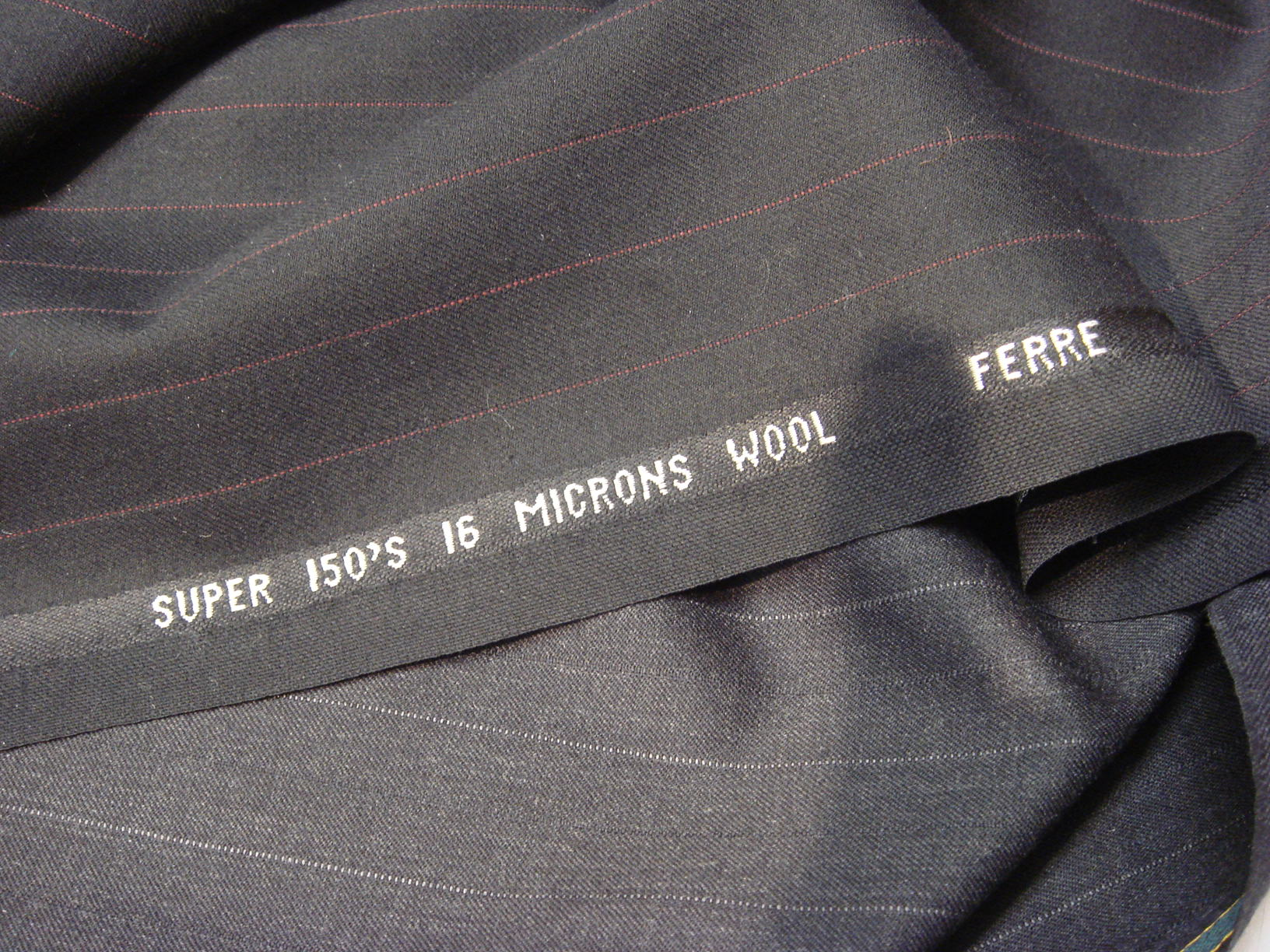
Stoffbahn mit Webkante

Der Fadenlauf beschreibt die Richtung der Kettfäden eines textilen Gewebes. Er ist bei der Weiterverarbeitung von Stoffen zu beachten, da ausgeschnittene Stoffstücke – je nachdem ob sie im Schrägschnitt oder parallel zum Fadenlauf geschnitten sind – unterschiedliche Eigenschaften bezüglich der Elastizität aufweisen.

## Bestimmung des Fadenlaufs
Der Fadenlauf einer Stoffbahn kann an ihrer Webkante erkannt werden: Er liegt in aller Regel parallel zu dieser. Schuss- und Kettfäden sind im 90°-Winkel miteinander verwebt, wobei die Kettfäden parallel zur Webkante verlaufen, also den Fadenlauf beschreiben.